# Вани, Джеймс
Джеймс Ва́ни И́гга (англ. James Wani Igga; род.1949, Крилло, Бахр-эль-Джебель, Англо-Египетский Судан) — южносуданский политик, вице-президент Республики Южный Судан с 25 августа 2013 года по 21 февраля 2020 года; Второй вице-президент Республики Южный Судан с 21 февраля 2020 года; спикер Национального Законодательного Собрания с 2011 года по август 2013 года.

## Биография
Джеймс родился в 1949 году в деревне Крилло округа Джуба. В 1959 году посещал начальную школу Каперто Буша, затем учился в Окару с 1962 по 1965 год. Его учёба в Окару была прервана гражданскими беспорядками в его районе.
После этого он перешёл в среднюю школу Тонж в штате Вараб, где продолжил начальное образование, пока не поступил в старшую среднюю школу Румбека.
Позже Джеймс учился в Каирском экономическом университете и входил в состав групп, сформировавших Африканскую патриотическую организацию Джувама, став её председателем.
В 1985 году политик присоединился к Народной армии освобождения Судана вместо того, чтобы вернуться в Хартум после окончания учёбы в Каире.
Он получил звание капитана после присоединения к движению и был одним из командиров, выбранных руководством повстанческого движения под командованием Джона Гаранга де Мабиора для прохождения курса командиров дивизий на Кубе в 1986 году.
После возвращения в освобождённые и контролируемые НАОС районы и прохождения курса подготовки командиров Игга стал майором.
В 1987 году он командовал батальоном «Шакус», став зональным командиром Центральной Экватории и вошёл в состав командования НАОС. Игга был одним из уважаемых мирным населением лидеров региона Экватория, что сближало его с Джоном Гарангом.
Джеймс был одним из старших командиров повстанцев и представителей на мирных переговорах в Найроби с фракцией НАОС-Насир после раскола в 1991 году. Он остался с фракцией НАОС-Торит после раскола. Позже он стал главой его делегации в ноябре 1991 года по диалогу мирного урегулирования.
Кроме того, Игга также входил в состав делегации, которая сопровождала Гаранга на круглом столе о мире, состоявшемся в столице Уганды Кампале в 1993 году при посредничестве Межправительственного органа по развитию. Он помог движению набрать людей из региона Экватория после начала мобилизационной кампании, сформулировавшей видение, цель и миссию повстанческой группы.
Он также помог создать технический комитет для интеллектуалов в 2000 году, после того как он был назначен председателем комиссии по политическим вопросам Народной армии освобождения Судана. Перед этим органом была поставлена задача помочь движению в создании структур гражданской администрации в освобождённых и контролируемых тогда НАОС районах как на юге, так и на севере.
Игга был одним из высших должностных лиц повстанцев, назначенным временными губернаторами и отправленным в штат Верхний Нил в 2005 году после того, как Джон Гаранг стал первым вице-президентом Судана и президентом Южного Судана. Джеймс стал первым спикером Законодательного собрания Южного Судана и занимал эту должность с 2011 (когда Южный Судан стал независимым после референдума) по 2013 годы.

## Книги
Джеймс Вани Игга является автором четырёх книг:
- Новое открытие наших корней;
- Основы политической работы и ориентации НАОС (2001);
- Основная концепция политического просвещения НАОС (2001);
- Битва и секретность дипломатии[2].